# 诺加莱斯
诺加莱斯，是西班牙埃斯特雷马杜拉巴达霍斯省的一个市镇。总面积81平方公里，总人口748人（2001年），人口密度9人/平方公里。